# Halgerda aurantiomaculata
Halgerda aurantiomaculata là một loài sên biển mang trần thuộc nhánh Doridacea, là động vật thân mềm chân bụng không vỏ sống ở biển trong họ Dorididae.